# Ronchois
Ronchois ist eine französische Gemeinde mit 182 Einwohnern (Stand: 1. Januar 2022) im Département Seine-Maritime in der Region Normandie. Sie gehört zum Arrondissement Dieppe, zum Kanton Gournay-en-Bray und ist Teil des Kommunalverbands interrégionale Aumale Blangy-sur-Bresle. Seit April 2014 ist Martial Munin Bürgermeister.

## Geographie
Ronchois ist ein Bauerndorf im Naturraum Pays de Bray. Es liegt 51 Kilometer südwestlich von Dieppe. Die Autoroute A 29 führt durch den nördlichen Teil der Gemeinde.

### Nachbargemeinden
| Flamets-Frétils | Illois     | Illois      |
| Flamets-Frétils | Kompass    | Haudricourt |
| Beaussault      | Conteville | Haudricourt |

## Geschichte
Die Gemeinde Ronchois wurde während der Französischen Revolution gegründet, 1822 wurde Ormesnil eingemeindet.

### Bevölkerungsentwicklung
Die Bevölkerungsanzahl ist durch Volkszählungen seit 1793 bekannt. Die Einwohnerzahlen bis 2005 werden auf der Website der École des Hautes Études en Sciences Sociales veröffentlicht.
| Jahr | Bevölkerungsanzahl |
| ---- | ------------------ |
| 1962 | 209                |
| 1968 | 195                |
| 1975 | 177                |
| 1982 | 162                |
| 1990 | 175                |
| 1999 | 169                |
| 2006 | 181                |
| 2015 | 164                |

## Sehenswürdigkeiten
Die Kirche, aus dem 19. Jahrhundert stammend, ist nach Johannes der Täufer benannt.

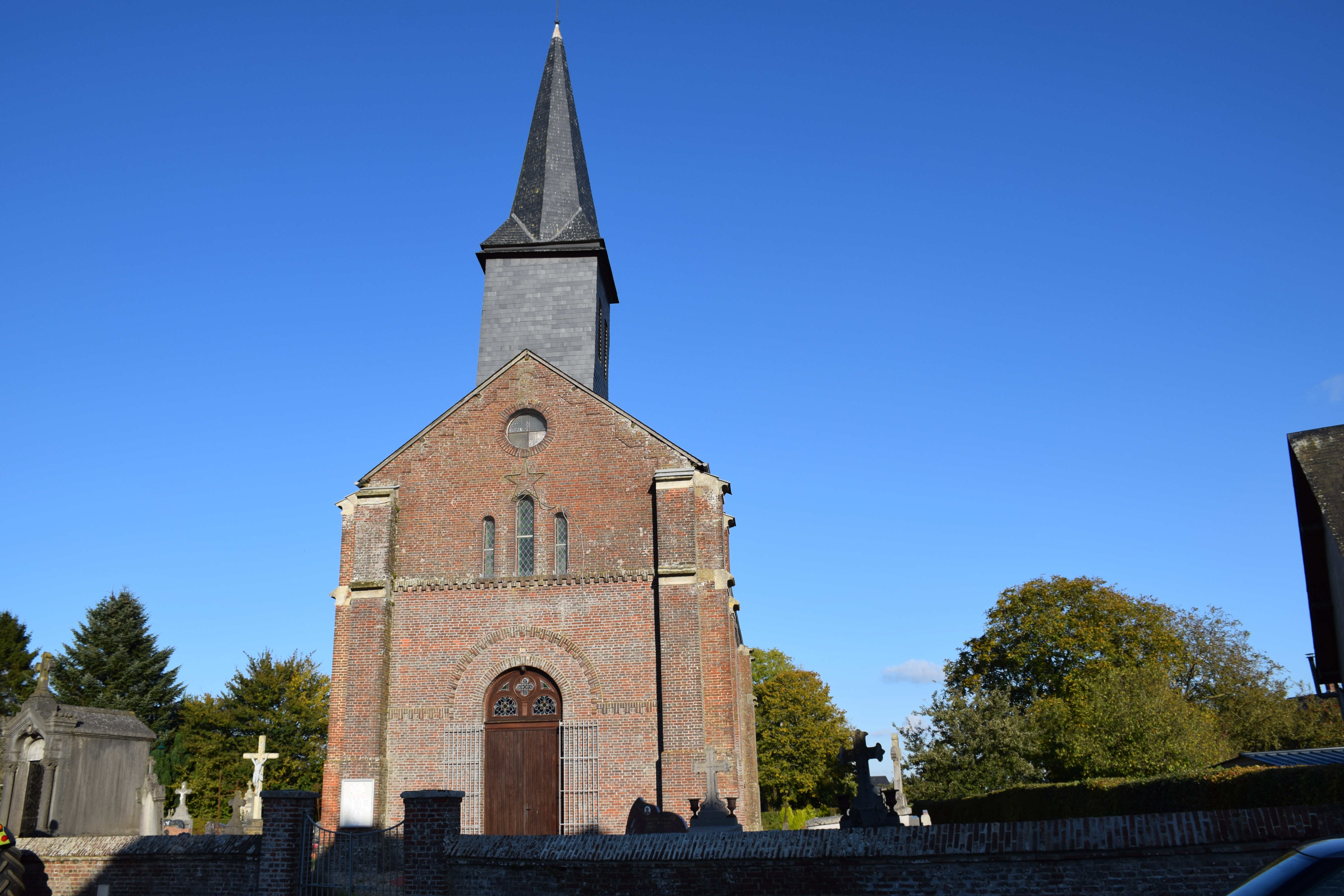
Église Saint-Jean-Baptiste (Johanneskirche)